# Ľubica (district de Kežmarok)
Ľubica (allemand : Leibitz) est un village de Slovaquie situé dans la région de Prešov.

## Histoire
Première mention écrite du village en 1271. Originellement, la population était allemande.

## Démographie

### Évolution de la population
| Année:               | 1994. | 2004.    | 2014.    | 2024.   |
| -------------------- | ----- | -------- | -------- | ------- |
| Nombre de personnes: | 3514  | 3947     | 4402     | 4482    |
| Différence:          |       | +12,32 % | +11,52 % | +1,81 % |

| Année:               | 2023. | 2024.   |
| -------------------- | ----- | ------- |
| Nombre de personnes: | 4475  | 4482    |
| Différence:          |       | +0,15 % |